# Alina System
Alina Systems var ett svenskt e-handels- och detaljhandelsföretag som sålde datorer, komponenter och datortillbehör till privatpersoner och företag i Sverige via webbshop och butiker.  Bolaget omsatte 100 miljoner kronor och hade omkring 50 medarbetare vid sin konkurs 2017. Konkursboet köptes upp av fd. anställda som tog över butiker och varumärke och driver bolaget under namnet Alina Service AB dock med helt nya ägare och ledning.